# 李晶
李晶，（英語：Jing Ulrich，1967年—），摩根大通董事总经理兼中国市场主席。

## 生平
1967年出生在北京，1990年获得哈佛大学英美文学的学士学位，1992年获得斯坦福大学的东亚研究硕士学位。毕业后担任华盛顿地区的一家主营大中华区基金经理，成为首批专门投资中国市场的基金经理之一。1996年在里昂证券亚太市场工作，她带领着覆盖中国市场的优秀团队。2003年出任德意志银行的常任董事。
2005年加盟摩根大通，是主权财富公司、资产管理公司以及跨国公司优秀顾问之一。主要负责摩根大通最资深的全球客户群体的所有资产类别以及加强亚太地区的高管和世界其他地区的关系。
此外，她还出任制药业巨头葛兰素史克和意大利著名奢侈品牌杰尼亚的独立董事。